# لوري لي
لوري لي (بالإنجليزية: Laurie Lee)‏ (1914 - 1997م)، هو شاعر وكاتب إنجليزي. ولد يوم 26 يونيو 1914م بقرية ستراود في وسط مقاطعة غلوسترشير إنجلترا، وبدأ الكتابة في الثلاثينات من القرن العشرين، حيث كتب الشعر والقصة والرواية، ومن أبرز أعماله روايته «مذاق شراب التفاح» التي صدرت للمرة الأولى عام 1959م.
توفي يوم 17 مايو 1997 في قرية «Slad» في مقاطعة غلوسترشير.

## من مؤلفاته
- «مذاق شراب التفاح» (رواية).

## روابط خارجية
- لوري لي على موقع IMDb (الإنجليزية)
- لوري لي على موقع الموسوعة البريطانية (الإنجليزية)
- لوري لي على موقع ميوزك برينز (الإنجليزية)
- لوري لي على موقع ديسكوغز (الإنجليزية)
- لوري لي على موقع قاعدة بيانات الفيلم (الإنجليزية)